# Сімашкевич Михайло Євстафійович
Михайло Євстафійович Сімашкевич (нар. 20 листопада 1961, с. Довжок Кам'янець-Подільського району Хмельницької області) — міський голова Кам'янця-Подільського (2010—2020).

## Життєпис
У 1992–1997 роках навчався в Харківській національній юридичній академії, у 2005–2007 роках — у Подільському державному аграрно-технічному університеті.
Трудову діяльність розпочав 1981 року на заводі «Електроприлад» регулювальником радіоапаратури. У 1981–1983 роках проходив службу в армії.
У 1984–1986 роках навчався в Брянській середній спеціальній школі міліції. У 1986–1997 роках служив в органах внутрішніх справ (на посадах дізнавача, начальника карного розшуку).
Від 26 серпня 1997 року служив в органах податкової служби: начальник Кам'янець-Подільського міськрайонного відділу податкової міліції, перший заступник начальника податкової міліції Хмельницької області.
Від березня 2008 року обіймав посаду начальника Кам'янець-Подільської об'єднаної державної податкової інспекції, від травня 2010 року працював першим заступником голови Державної податкової адміністрації у Хмельницькій області.
Обраний на посаду міського голови Кам'янця-Подільського на виборах 31 жовтня 2010 року.

## Відзнаки та нагороди
21 березня 2015 Михайло Сімашкевич був оголошений лауреатом загальнонаціональної премії «Людина року-2014» у номінації «Міський голова».
- Орден «За заслуги» III ст. — За значний особистий внесок у державне будівництво, соціально-економічний, науково-технічний, культурно-освітній розвиток Української держави, вагомі трудові досягнення, багаторічну сумлінну працю.[1]